# Merodon alagolzicus
Merodon alagolzicus là một loài ruồi trong họ Ruồi giả ong (Syrphidae). Loài này được Paramonov mô tả khoa học đầu tiên năm 1925. Merodon alagolzicus phân bố ở vùng Cổ Bắc giới